# Attestation d'études collégiales
Pour les articles homonymes, voir AEC.
L'attestation d'études collégiales (AEC) est un titre de l'enseignement postsecondaire technique offert par les établissements d'enseignement collégial depuis 1984. Les programmes d'études, d'une durée variant généralement entre 300 et 1500 heures, qui mènent à ces attestations sont définis par les établissements d'enseignement et non par le ministre de l'Éducation comme pour les diplômes d'études collégiales (DÉC).     
Plusieurs AEC sont habituellement conçues à partir de matières ou de cours spécifiques et professionnalisants relevant d'un DÉC technique (3 ans).  
Les cours de connaissance générale tels que le français, l'anglais et la philosophie, présents dans un DÉC et représentant au moins une année d'études, ne sont pas enseignés dans ces formations.

## Historique
L'AÉC découle du certificat d'études collégiales (CÉC), titre délivré pour des études techniques, sans matières générales, débutées entre 1973 et 1993. 
Les formations menant au CÉC étaient approuvées par le ministère de l'Éducation du Québec.